# دیدار پایانی لیگ قهرمانان آسیا ۲۰۱۷
فینال لیگ قهرمانان آسیا ۲۰۱۷ (انگلیسی: 2017 AFC Champions League Final) رقابت پایانی لیگ قهرمانان آسیا ۲۰۱۷ است؛ سی و ششمین دوره از بالاترین سطح مسابقات فوتبال آسیایی که توسط کنفدراسیون فوتبال آسیا (اِی‌اف‌سی) پایه‌گذاری شده‌است و همچنین پانزدهمین دوره از مسابقاتی که با عنوان لیگ قهرمانان آسیا شناخته می‌شود.
مسابقهٔ فینال به صورت رفت و برگشت میان دو تیم باشگاه فوتبال الهلال از عربستان سعودی و باشگاه فوتبال اوراوا رد دیاموندز از ژاپن برگزار شد. بازی رفت فینال در ۱۸ نوامبر ۲۰۱۷ در ورزشگاه ملک فهد شهر ریاض با نتیجه ۱ بر ۱ به پایان رسید. بازی برگشت فینال نیز در ۲۵ نوامبر ۲۰۱۷ در ورزشگاه سایتاما شهر سایتاما با نتیجه ۱ بر ۰ به نفع میزبان به پایان رسید. (در مجموع ۲ بر ۱ به نفع اوراوا رد دیاموندز ژاپن)

## مسابقات

### بازی اول
| الهلال      | ۱–۱   | اوراوا رد دیاموندز |
| ----------- | ----- | ------------------ |
| - خربین ۳۷' | گزارش | - رافائل سیلوا ۷'  |

### بازی دوم
| اوراوا رد دیاموندز | ۱–۰   | الهلال |
| ------------------ | ----- | ------ |
| - رافائل سیلوا ۸۸' | گزارش |        |